# Lahn

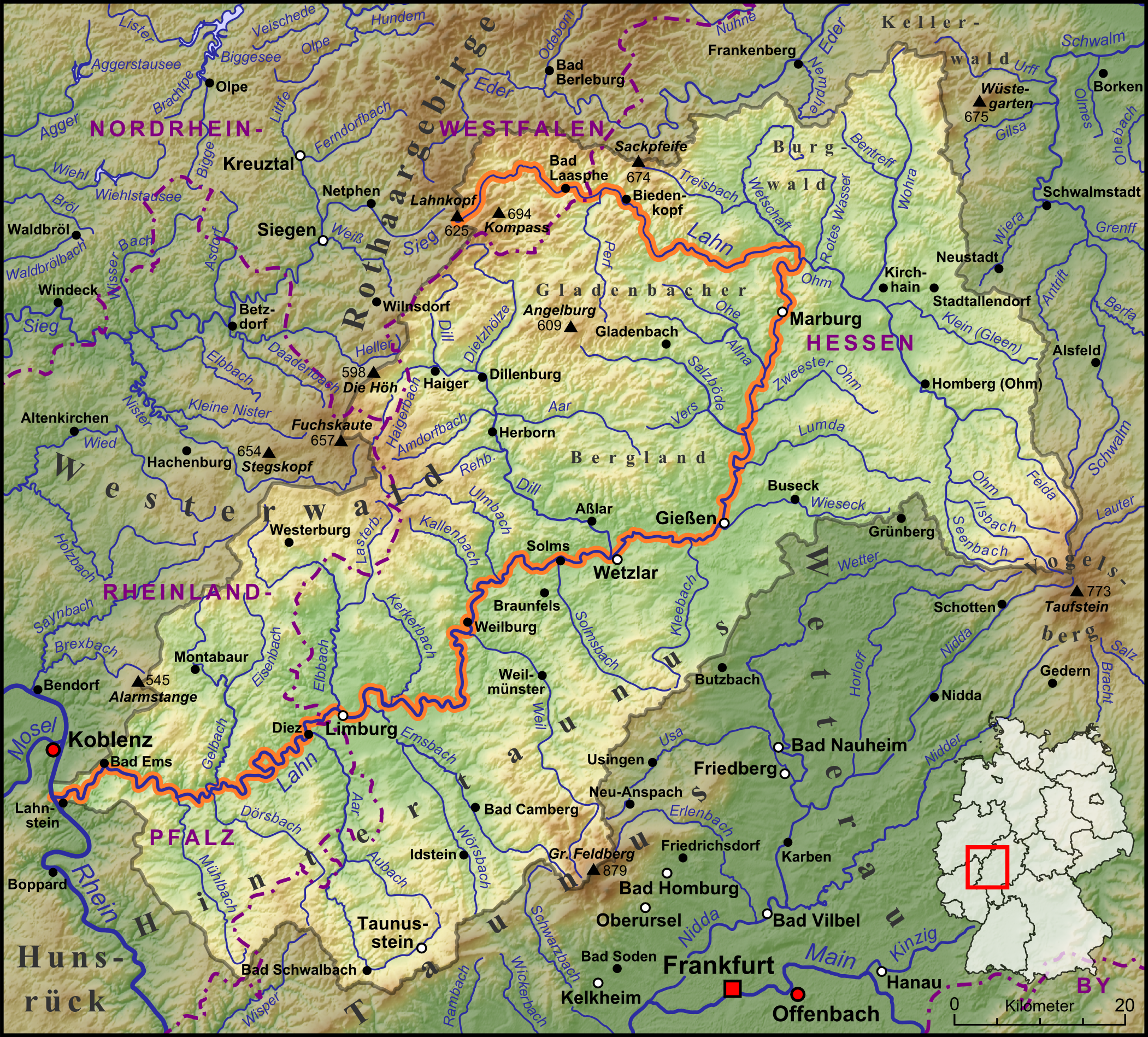
Rzeka Lahn

Lahn – rzeka w Niemczech, przepływająca przez kraje związkowe Hesję i Nadrenię-Palatynat, prawy dopływ Renu.
Długość rzeki Lahn wynosi 242 km, a jej źródła znajdują się w północno-zachodniej Hesji przy granicy z Nadrenią Północną-Westfalią nieopodal miasteczka Bad Laasphe. Dalej rzeka płynie przez miasta uniwersyteckie Marburg i Gießen oraz Wetzlar, gdzie w średniowieczu miał siedzibę najwyższy organ sądowniczy Rzeszy – Sąd Kameralny Rzeszy (niem. Reichskammergericht, łac. Camerae Imperialis Judici). W Limburg an der Lahn rzeka opuszcza Hesję i wpływa do Renu w Nadrenii-Palatynacie.